# Henry Olander
Henry Ragnar Waldemar Olander, född 23 september 1938 i Pernå, är en finländsk ämbetsman.
Olander anställdes 1963 som tjänsteman vid Svenska folkpartiet, var 1969–1971 biträdande partisekreterare och 1971–1976 partisekreterare. Han var 1976–1989 direktör vid Arbetspensionsanstalternas förbund och 1990–2003 direktör samt medlem av styrelsen vid Folkpensionsanstalten, där han gjorde en insats för inrättningens datorisering.
Olander, som har innehaft ett stort antal förtroendeuppdrag, erhöll socialråds titel 2008.